# Trichomachimus scutellaris
Trichomachimus scutellaris är en tvåvingeart som först beskrevs av Daniel William Coquillett 1898.  Trichomachimus scutellaris ingår i släktet Trichomachimus och familjen rovflugor. Inga underarter finns listade i Catalogue of Life.